# Blanca Eekhout
Pour les articles homonymes, voir Eeckhout.
Blanca Eekhout est femme politique et militante écologiste vénézuélienne, née le 6 janvier 1968 à Acarigua. Elle est ministre de la Communication et de l'Information du Venezuela et présidente des chaînes de télévision Venezolana de Televisión et ViVe. Entre 2011 et 2016, elle est députée pour l'État de Portuguesa et élue seconde vice-présidente de l'Assemblée nationale et compte parmi les plus fidèles partisans du président Hugo Chávez. Elle a été ministre des Communautés et des Mouvements sociaux de 2018 à 2020.

## Biographie
Née à Acarigua, dans le centre-ouest du pays, elle y effectue ses études secondaires au lycée José-Antonio-Páez. Là, elle s'intéresse aux textes au contenu social ou révolutionnaire comme Tolstoï, Victor Hugo et Eduardo Galeano. Elle entre ensuite à l'Université Centrale du Venezuela à Caracas d'où elle est licenciée en arts, mention cinéma. Elle milite en faveur de l'environnement au sein du groupe écologique Mitar puis entre au Parti socialiste unifié du Venezuela (PSUV) où elle collabore étroitement avec le président Hugo Chávez qui la nomme ministre de la Communication et de l'Information du Venezuela de 2009 à 2010, en remplacement de Jesse Chacón, nommé ministre pour les Sciences, les Technologies et les Industries intermédiaires. Elle sera elle-même remplacée par Tania Díaz. En 2010, elle est la tête de liste du PSUV dans son État natal de Portuguesa aux élections législatives du 26 septembre. Élue députée, elle est désignée seconde vice-présidente de l'Assemblée nationale.

### Engagements
Très active dans le monde associatif, politique et social, elle a créé plusieurs structures dans les domaines culturels (maison de la culture Simón Rodríguez, centre de culture cinématographique Linterna Mágica) et audiovisuels (chaînes de télévision communautaire Catia Tv et ViVe). Elle a également enseigné à la chaire de cinéma de l'école des Arts de l'Université Centrale du Venezuela.